# Andrej Stakenschneider
Andrej Ivanovitj Stakenschneider (Sjtakensjnejder, ry. Андрей Иванович Штакеншнейдер), född 1802 i Gattjina (Га́тчина), en stad som ligger knappt 45 km söder om Sankt Petersburg i Leningrad oblast, död våren 1865 i Moskva, var en rysk arkitekt av tysk härkomst. Han studerade mellan 1815 och 1820 vid Sankt Petersburg-akademin för konst och 1834 fick han titeln arkitekt. 
1837-1838 reste han på uppdrag av Frederica Luisa Charlotte Wilhelmina till bland annat Italien, Frankrike, England och Tyskland.
1844 blev han utnämnd till professor vid St Petersburg Akademin för konst. Stakenschneider arbetade bland annat i St Petersburg, Tsarskoje Selo, Peterhof, Moskva och på Krim.  
Hans huvudarbete i St Petersburg var bland annat Mariinskij, Nya Michajlov och Nikolaspalatset, palatset Beloselskij-Belozerskij vid Nevskij, interiörer i Vinterpalatset och Anitjkovpalatset, det gamla Eremitaget (paviljonghallen). Mellan åren 1850-1860 Andrej Stakenschneider designade tillsammans med Ippolito Monighetti interiörer i Katarinapalatset.
Mellan 1844 och 1845 utförde Stakenschneider muralmålningar i Alexanderpalatset vid Tsarskoje Selo. Han dog 1865 i Moskva efter en kurortsvistelse i Samara-regionen.